# Regreso al edén
Regreso al Edén es una novela gráfica creada en 2020 por el historietista español, Paco Roca. La obra consta de 176 páginas. La historia se desarrolla a partir de una fotografía familiar de un día de playa, y a partir de esta, narra las vivencias de la madre de la familia del autor durante la posguerra en España. Regreso al Edén es un libro de memorias, histórico y autobiográfico.
En Regreso al Edén Paco Roca narra la vida e historia de su madre, Antonia, una mujer que vivió su infancia durante la posguerra en España, así como las relaciones familiares de esta y el ambiente que la mayoría de las familias de la época tuvieron que vivir. La historia se desarrolla en Valencia. Hay saltos en el tiempo ya que el presente de la historia es el de Antonia siendo una anciana, y se narran en los flash-backs el pasado de la vida de esta.
Regreso al Edén surge como un testimonio y un archivo que quería hacer el autor sobre la familia de su madre y de sus vivencias. Este es el mismo proceso que llevó al autor a escribir La casa, pero esta última habla de la historia de su padre, escrita en honor a él al poco de que este muriese. 
En la narración en presente, se cuenta la importancia que le da Antonia a la fotografía familiar que desencadena toda la narración. En la narración en pasado, se empieza a contar las vivencias de la anciana desde que es una niña.
Paco Roca recurre a un estilo de colores más apagados y de líneas claras y utiliza algunos recursos experimentales en las ilustraciones de esta novela gráfica.
El autor aunque hable de la historia de su familia, muestra cómo era la sociedad en aquel momento de la historia de España, además de mostrar la situación en la que se encontraban muchas familias y los problemas por los que muchas mujeres tenían que pasar, como por ejemplo, el maltrato, preocupación por su familia y los escasos recursos para mantenerla....

## Sinopsis
A partir de una foto familiar de 1946, Paco Roca dibuja un fresco sobre la España de la posguerra a través de una de aquellas familias humildes con serios problemas para acceder al sustento. A través de esta familia narra las vivencias y penurias por las que muchas otras familias de la época tuvieron que pasar.
La mayor parte del libro oscila entre dos líneas de tiempo. En el hilo argumental de la narración en presente, Paco Roca habla de la obsesión que el personaje de Antonia muestra con la fotografía que da lugar a toda la narración, una foto tomada en Valencia en el verano de 1946. En el hilo argumental de la historia en pasado, Paco Roca habla de la infancia y los recuerdos de la propia Antonia. 

## Personajes
- Antonia: Es una mujer que aparece en la novela tanto en su edad anciana, como en su infancia. Es presentada como un personaje muy afectado por sus vivencias y su pasado, un personaje amable, respetuoso y algo crédulo. Antonia se ha criado en una familia con muchos hermanos y como tal ha sabido adaptarse y aprender de los errores que ellos han cometido. Mantiene una tensa relación con su padre y con alguno de sus hermanos, aunque admira y quiere profundamente a su madre y a su hermana Amparín.
- Carmen: Es la madre de la familia de Antonia. Es una mujer tradicional de pueblo que tiene que enfrentarse a numerosas dificultades para poder sacar adelante a su familia y poder lidiar con la situación que dejó la Guerra civil española. Carmen solo se preocupa por sus hijos y por su familia, en numerosas ocasiones expresa preocupación por las relaciones familiares que se van viendo resentidas a lo largo de la novela. No ha tenido estudios y es por eso por lo que enseña a Antonia lo poco que ella sabe y sus creencias, estas ideas suelen ser supersticiosas o religiosas.
- Vicente: Vicente es el padre de familia. Se le muestra como un hombre frustrado, tacaño y que no trata bien a su mujer o a sus propios hijos. En alguna ocasión se puede ver cómo envidia a su hermano por haber llegado más alto en el trabajo. Vicente es un hombre algo violento que en alguna ocasión explota contra su propia mujer, Carmen. A pesar de haber sido un bruto y haberse comportado mal con su propia familia, cuando este envejece queda bajo el cuidado de Antonia, que nunca se queja porque entiende que es su obligación cuidarle.
- Vicentita: Es la hija mayor de Carmen y Vicente. Se presenta como una chica joven y que empieza una nueva vida con su marido, pero que debido a los tiempos no pueden independizarse y tienen que vivir en una habitación de la casa de los padres. Aunque al principio se la ve como una mujer feliz con su marido y su hijo, poco a poco se puede ver cómo es una mujer triste y que está casada con un hombre violento. Al final se acaba perdiendo la relación entre estas familias.
- Amparín: También es otra de las hijas de Carmen y Vicente. Es la hija favorita de Vicente, ya que este le tiene un gran cariño. Se la muestra como una mujer con un carácter fuerte y liberal para la época en la que vivía. Acaba haciendo que su familia se lleve varios disgustos por su comportamiento y acciones.
- Pipo: Pipo es uno de los hijos de Carmen y Vicente. Se le describe como un chico preocupado por su imagen, narcisista y presumido, cuyo mayor orgullo es su pelo, que al cabo de los años acaba perdiendo.

## Traducción a otros idiomas
La novela gráfica se ha traducido al alemán en el año 2021 gracias a André Höchemer, un traductor jurado y traductor de cómics. Este traductor ha realizado ya numerosos trabajos con Paco Roca traduciendo algunas de sus obras anteriores al alemán.

## Premios
- 2020 Premio de ACDCómic (Asociación de críticos y divulgadores de cómic de España) a la mejor obra nacional.
- 2021 Premio Un año de libros El Corte Inglés al mejor cómic.
- 2021 Premio del Cómic Aragonés a la mejor obra nacional.